# Francesco Prata da Caravaggio
Francesco Prata da Caravaggio o Francesco Prato da Caravaggio (Caravaggio, 1485 – metà XVI secolo) è stato un pittore italiano.

## Biografia
La biografia del pittore è poco nota nei dettagli, a partire da dove egli si sia formato. Nel 1510 ottiene l'atto di emancipazione dal comune di Caravaggio, che gli consente di abbandonare la terra patria e dirigersi verso Brescia, dove soggiorna a lungo, pur mantenendo una certa mobilità tra le due città. Sono forse da ipotizzare anche un viaggio a Cremona e uno a Padova.
Dal 1520 in poi prosegue l'alternanza tra Brescia e Caravaggio, facendo registrare l'ultima presenza a Brescia nel 1527. Non si hanno in seguito più notizie circa la morte del pittore o altri viaggi compiuti.

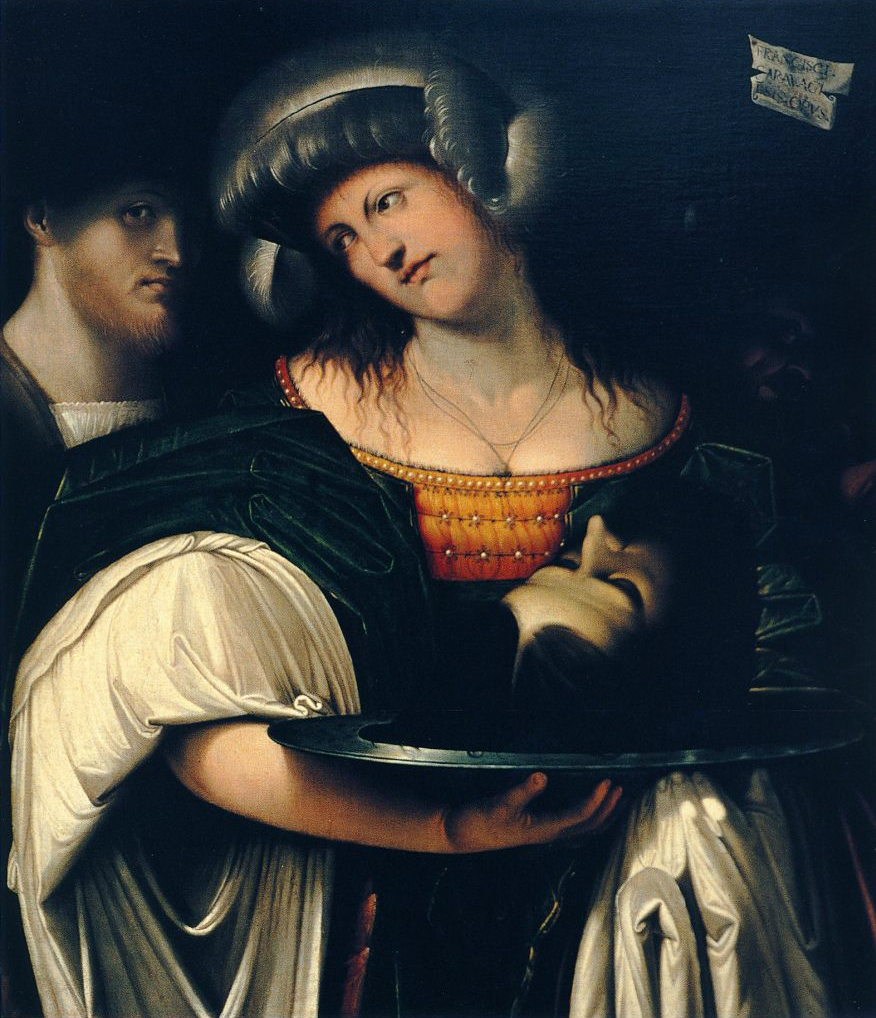
Salomè con la testa del Battista, 1518, Ferrara, collezione privata.

## Opere e stile
Dal linguaggio espresso nelle poche opere note (solamente cinque documentate) è innegabile una profonda vicinanza con lo stile del Romanino, benché non si abbia modo di risalire a come, dove e quando il Prata abbia avuto modo di lavorare a fianco del maestro tanto da apprenderne la maniera così dettagliatamente.
La prima opera a lui attribuita dal punto di vista cronologico è la Pala Sabauda nella Galleria Sabauda di Torino, di provenienza bresciana, databile al 1511. Posteriori sono alcuni affreschi frammentari a Cremona a lui riconducibili, città nella quale potrebbe essersi recato a causa del sacco di Brescia del 1512. Segue forse un viaggio a Padova, nel 1513-1514, dove ha modo di studiare la Pala di Santa Giustina del Romanino in corso d'opera.
Verso il 1515 sono databili la Pietà nella parrocchiale di Manerbio e la Visitazione all'altare di san Girolamo nella chiesa di San Francesco d'Assisi a Brescia. Nella stessa chiesa, è databile al 1518-1520 la pala firmata "FRANCISCI/ DE PRATO/ CARAAGESIS OPVS" raffigurante lo Sposalizio di Maria Vergine. Al 1519 si pone l'opera forse maggiore, la Pala di Sant'Agata per l'altare maggiore della chiesa di Sant'Agata sempre a Brescia. Al 1524 è databile la Natività nella chiesa di San Michele di Bedulita, che indica chiaramente il ricorso a cartoni del Romanino, mentre precedente dovrebbe collocarsi una Salomé ugualmente tratta da cartoni romaniniani. Infine, si attesterebbe attorno al 1530 la Pietà della parrocchiale di Isorella, talvolta definita anche Compianto sul Cristo morto oppure Deposizione.
Sebbene la produzione appaia limitata e il suo operato non abbia mai ottenuto una certa fortuna critica (era sconosciuto a Giovanni Battista Cavalcaselle, che non lo nomina nella sua History of Painting in North Italy del 1912), stupisce come invece, all'epoca, dovette rivestire una personalità artistica di spessore. È registrato tra i partecipanti alla riunione del Collegio cittadino dei pittori tenutosi a Brescia nel 1517 nella chiesa di San Luca assieme a Moretto, Romanino, Floriano Ferramola e altri e in più d'un atto notarile è espressamente nominato "pictore". Le opere che ha lasciato, in ogni caso, consentono di leggere questa personalità, anche solo nella grande capacità di interpretare il Romanino e rielaborarlo mediante aggiunte e modifiche originali, anche dal punto di vista luministico, con un risultato che va molto oltre la pura e semplice copia.